# Championnat de Pologne de football 1970-1971
Navigation
Édition précédente Édition suivante
La saison 1970-1971 du championnat de Pologne est la quarante-troisième saison de l'histoire de la compétition. Cette édition a été remportée par le Górnik Zabrze, devant le Legia Varsovie.

## Les clubs participants
| Club               | Ville     |
| ------------------ | --------- |
| GKS Katowice       | Katowice  |
| Gornik Zabrze      | Zabrze    |
| Gwardia Varsovie   | Varsovie  |
| Legia Varsovie     | Varsovie  |
| Pogoń Szczecin     | Szczecin  |
| Polonia Bytom      | Bytom     |
| ROW Rybnik         | Rybnik    |
| Ruch Chorzów       | Chorzów   |
| Stal Mielec        | Mielec    |
| Stal Rzeszów       | Rzeszów   |
| Szombierki Bytom   | Bytom     |
| Wisła Cracovie     | Cracovie  |
| Zagłębie Sosnowiec | Sosnowiec |
| Zagłębie Wałbrzych | Wałbrzych |

## Compétition

### Classement
| Rang | Équipe             | Pts | J  | G  | N  | P  | Bp | Bc | Diff |
| ---- | ------------------ | --- | -- | -- | -- | -- | -- | -- | ---- |
| 1    | Górnik Zabrze (C)  | 39  | 26 | 17 | 5  | 4  | 43 | 21 | +22  |
| 2    | Legia Varsovie (T) | 34  | 26 | 14 | 6  | 6  | 39 | 20 | +19  |
| 3    | Zagłębie Wałbrzych | 27  | 26 | 10 | 7  | 9  | 24 | 24 | 0    |
| 4    | Pogoń Szczecin     | 27  | 26 | 9  | 9  | 8  | 23 | 32 | -9   |
| 5    | Ruch Chorzów       | 25  | 26 | 8  | 9  | 9  | 43 | 32 | +11  |
| 6    | Szombierki Bytom   | 25  | 26 | 9  | 7  | 10 | 30 | 32 | -2   |
| 7    | Zagłębie Sosnowiec | 25  | 26 | 8  | 9  | 9  | 32 | 37 | -5   |
| 8    | Wisła Cracovie     | 25  | 26 | 8  | 9  | 9  | 26 | 36 | -10  |
| 9    | Stal Rzeszów       | 24  | 26 | 6  | 12 | 8  | 34 | 26 | +8   |
| 10   | Stal Mielec (P)    | 24  | 26 | 8  | 8  | 10 | 27 | 33 | -6   |
| 11   | Gwardia Varsovie   | 23  | 26 | 8  | 7  | 11 | 24 | 28 | -4   |
| 12   | Polonia Bytom      | 23  | 26 | 5  | 13 | 8  | 15 | 22 | -7   |
| 13   | ROW Rybnik (P)     | 22  | 26 | 7  | 8  | 11 | 15 | 22 | -7   |
| 14   | GKS Katowice       | 21  | 26 | 4  | 13 | 9  | 20 | 30 | -10  |

| Légende | Légende                                                                                      |
| ------- | -------------------------------------------------------------------------------------------- |
|         | Coupe des clubs champions européens 1971-1972 (1er tour)                                     |
|         | Coupe d'Europe des vainqueurs de coupe 1971-1972 (1er tour)                                  |
|         | Coupe UEFA 1971-1972 (1er tour)                                                              |
|         | Relégation en II Liga                                                                        |
|         | (T) : Tenant du titre 1969-1970 (C) : Vainqueur de la Coupe de Pologne 1970-1971 (P) : Promu |

## Bilan de la saison
| Tableau d'Honneur |               |
| Compétition       | Vainqueur     |
| I Liga            | Górnik Zabrze |
| Coupe de Pologne  | Górnik Zabrze |

| Promotions et relégations |                         |
| Relégués en II Liga       | ROW Rybnik GKS Katowice |
| Promus de II Liga         | Odra Opole ŁKS Łódź     |

| Qualifications européennes 1971-1972   |                                   |
| Coupe des clubs champions européens    | Qualifié                          |
| 1er tour                               | Górnik Zabrze                     |
| Coupe d'Europe des vainqueurs de coupe | Qualifié                          |
| 1er tour                               | Zagłębie Sosnowiec                |
| Coupe UEFA                             | Qualifiés                         |
| 1er tour                               | Legia Varsovie Zagłębie Wałbrzych |

## Meilleurs buteurs
| # | Joueur             | Équipe             | Buts |
| - | ------------------ | ------------------ | ---- |
| 1 | Andrzej Jarosik    | Zagłębie Sosnowiec | 13   |
| 2 | Edward Herman (pl) | Ruch Chorzów       | 11   |
|   | Grzegorz Lato      | Stal Mielec        | 11   |